# Andrew Lawrence
Andrew James Lawrence (Filadélfia, Pensilvânia, 12 de janeiro de 1988) é um ator, dublador, cantor e diretor norte-americano, mais conhecido por sua participação no seriado Amor Fraternal e filmes do Disney Channel.

## Biografia
Andrew nasceu em Filadélfia, Pensilvânia, filho de Donna, uma gerente de talento e Joseph Lawrence, um corretor de seguros. É muitas vezes creditado como Andy ou Andy J. Lawrence. O sobrenome da família foi alterado de "Mignogna" para "Lawrence" antes de Andy nascer. Andrew é o irmão mais novo dos atores Joey Lawrence e Matthew Lawrence. 
Começou sua carreira aos três anos de idade. Dublou o personagem TJ Detweiler da série animada da Disney A Hora do Recreio, de 1998 a 2001. Ele também dublou personagens de videogame, como Pac em Battlefield 4 e Nick Ramos em Dead Rising 3. Em novembro de 2016, Lawrence deu inicio a sua carreira musical, lançando seu primeiro EP, Kings March. Lawrence também começou uma banda com seus irmãos, Joey e Matt, chamada Still 3. Eles lançaram seu single de estreia, "Lose Myself", em fevereiro de 2017.

## Filmografia

### Filmes
| Ano  | Título                                    | Papel                      | Notas                       |
| 2020 | Money Plane                               | Iggy                       | Também Roteirista e Diretor |
| 2019 | Better Than Love                          | Jon                        | Também Produtor             |
| 2013 | Confessions of a Womanizer                | Ritchie                    | -                           |
| 2009 | The Least of These                        | Jason Boyd                 | -                           |
| 2009 | Chasing a Dream                           | Cameron Stiles             | Para TV                     |
| 2006 | Almas Condenadas                          | Mitch                      | -                           |
| 2004 | Sniper 3                                  | MP Mangold                 | Voz                         |
| 2004 | Uma História de Luta                      | Jason "Jace" Newfield      | Para TV / Disney Channel    |
| 2003 | Recess: All Growed Down                   | Theodore J "T.J" Detweiler | Voz / Direto em Vídeo       |
| 2001 | Recess Christmas: Miracle on Third Street | Theodore J "T.J" Detweiler | Voz / Direto em Vídeo       |
| 2001 | Piratas Modernos                          | Tommy Biggs                | Para TV / Disney Channel    |
| 2001 | A Hora do Recreio                         | Theodore J "T.J" Detweiler | Voz                         |
| 2000 | O Outro Eu                                | Will Browning / Twoie      | Para TV / Disney Channel    |
| 1999 | Um Jeito Especial com Cavalos             | Tommy Biggs                | Para TV / Disney Channel    |
| 1999 | Family Tree                               | Mitch Musser               | -                           |
| 1998 | Jovens Corações e Companhia               | Zack                       | Para TV                     |
| 1998 | Jack Frost                                | Tuck Gronic                | -                           |
| 1998 | Carson's Vertical Suburbia                | Drake                      | Para TV                     |
| 1997 | Mr. Bean                                  | Kevin Langley              | -                           |
| 1996 | Deadly Web                                | Spence Lawrence            | Para TV                     |
| 1996 | Brothers of the Frontier                  | Jamie Frye                 | Para TV                     |
| 1995 | Prince for a Day                          | Timmy                      | -                           |
| 1995 | A Cor da Fúria                            | Donnie Pinnock             | -                           |
| 1994 | Cries Unheard: The Donna Yaklich Story    | Denny Yaklich aos 5        | Para TV                     |

### Televisão
| Ano       | Título                              | Papel                        | Notas                          |
| 2015      | CSI: Cyber                          | Tobin                        | Episódio: "Crowd Sourced"      |
| 2014      | NCIS: Los Angeles                   | Stuart Woods                 | Episódio: "Humbug"             |
| 2014      | Perception                          | Henry Wilmyer / Micah Conley | Episódio: "Curveball"          |
| 2013-2018 | Hawaii Five-0                       | Eric                         | Regular, 17 episódios          |
| 2011-2014 | Melissa & Joey                      | Evan McKay                   | 2 episódios                    |
| 2011      | Castle                              | Tommy Marcone                | Episódio: "The Dead Pool"      |
| 2009      | CSI: NY                             | Jake Calaveras               | Episódio: "Epilogue"           |
| 2009      | The Closer                          | Eric Whitner                 | Episódio: "Red Tape"           |
| 2009      | United States of Tara               | Jason                        | 8 episódios                    |
| 2008      | Bones                               | Tim                          | Episódio: "The Man in the Mud" |
| 2006      | Runaway                             | Brady Sullivan               | 8 episódios                    |
| 2006      | Lilo & Stitch: The Series           | T.J. Detweiler               | -                              |
| 2004-2003 | Oliver Beene                        | Tayler "Ted" Mark Beene      | Regular, 24 episódios          |
| 2004      | On-Air with Ryan Seacrest           | On Air Guest Correspondente  | -                              |
| 2002      | The Guardian                        | Ronnie Wagner                | -                              |
| 2002      | The Zeta Project                    | Carl Finley                  | -                              |
| 2001-1998 | Recess                              | T.J                          | -                              |
| 2000      | King of the Hill                    | Rodeo Kid                    | -                              |
| 2000      | Tucker                              | Kenickie                     | -                              |
| 1999      | The Kids from Room 402              | Vinny                        | -                              |
| 1998-2004 | As Meninas Super Poderosas          | Vários                       | Vozes Adicionais               |
| 1998      | Adventures from the Book of Virtues | Ben Rogers                   | -                              |
| 1998      | Tom                                 | Donnie Graham                | 12 episódios                   |
| 1996-2003 | O Laboratório de Dexter             | Vários                       | Vozes Adicionais               |
| 1995-1997 | Amor Fraternal                      | Andy Roman                   | -                              |
| 1991-1994 | Blossom                             | Joey Criança                 | 3 episódios                    |

## Prêmios e Indicações
| Ano  | Resultado | Premiação          | Indicação                                |
| ---- | --------- | ------------------ | ---------------------------------------- |
| 2003 | Indicado  | Teen Choice Award  | Por: Oliver Beene                        |
| 2001 | Venceu    | Young Artist Award | Melhor performance / Por: O Outro Eu     |
| 2001 | Indicado  | Young Artist Award | Melhor vestuário / Por: O Outro Eu       |
| 1997 | Indicado  | Young Artist Award | Melhor performance / Por: Amor Fraternal |
| 1996 | Indicado  | Young Artist Award | Melhor performance / Por: Amor Fraternal |